# Arthur Adalbert Chase
Arthur Adalbert Chase (* 1. Januar 1874 in Blackheath; † unbekannt) war ein britischer Bahnradsportler und Weltmeister.
Arthur Chase war Profi-Radsportler von 1895 bis 1901. Bei den Bahn-Radweltmeisterschaften 1896 in Ordrup bei Kopenhagen wurde er Weltmeister im Steherrennen. Im Jahr darauf, bei den Bahn-Weltmeisterschaften in Glasgow wurde er Vize-Weltmeister hinter seinem Landsmann Jack William Stocks, der im Jahr zuvor Zweiter geworden war. 1899 wurde er Steher-Europameister. Bei den Olympischen Spielen 1900 in Paris gewann Chase das 100-Kilometer-Steherrennen der Profis, das allerdings nicht als „olympisch“ gilt.
1902 führte Chase als Schrittmacher die Radrennfahrerin Maggie Foster zu einem Stundenweltrekord für Frauen über 48,28 km (30 miles 1.690 yards) auf der Radrennbahn im Crystal Palace.